# 荒山之夜
《荒山之夜》（羅馬化：Noch′ na lysoy gore），是俄国作曲家莫杰斯特·穆索尔斯基创作的交响音画。《荒山之夜》和里姆斯基-科萨科夫的《萨特阔》都属于首批俄国作曲家创作的交响诗。 
尽管穆索尔斯基为自己的创作感到自豪，但他的导师巴拉基列夫拒绝安排此作品的演出。为了挽救这部音乐材料，穆索尔斯基将其融入进与多个作曲家联合创作的歌剧芭蕾舞剧《姆拉达》中并增加歌唱部分，之后再次尝试利用材料创作歌剧《索罗钦斯的集市》。然而，这两部作品依旧没有公演。穆索尔斯基生前， 《荒山之夜》从未演出、发表。 
1886年，在穆索尔斯基去世五年后，经过修改与配器，里姆斯基-科萨科夫出版了这部作品的改编曲，被描述为“管弦乐队幻想曲”，并指挥俄罗斯交响乐协会（英語：Russian Symphony Society）于圣彼得堡首演。
至於穆索斯基的原版本，要直至1932年才因手稿被發現才有機會公演，而其樂譜更要至1968年才首度發行。儘管近年不少樂團開始重新演奏這個原裝版本，但里姆斯基-科萨科夫的改編版本早已深入觀眾層，而聽眾亦普遍較接受里姆斯基-科萨科夫配器較豐滿的版本。